# 戈教活佛
戈教活佛是藏传佛教格鲁派活佛，主寺为甘孜藏族自治州的惠远寺。

## 沿革
第一世戈教活佛洛绒绕吉是十一世达赖的“戈教堪布”（一般指随侍达赖照料起居的高级僧官，其地位相当于堪布）。洛绒绕吉成为戈教活佛的起始。戈教活佛系统也因其曾任“戈教堪布”而得名。
第四世戈教活佛戈教·洛绒绕吉云登嘉措1992年经甘孜藏族自治州人民政府核批为第三世戈教活佛的转世灵童，他也成为中华人民共和国成立以后第一位经人民政府核批的转世活佛。

## 历世戈教活佛
以下列出历世戈教活佛：
| 世数   | 生年   | 坐床年份 | 卒年   | 汉文姓名              | 藏文姓名 |
| ------ | ------ | -------- | ------ | --------------------- | -------- |
| 第一世 | ？     | ——       | ？     | 洛绒绕吉              |          |
| 第二世 | 1860年 | ？       | 1920年 | 戈教·洛绒彭吉         |          |
| 第三世 | 1924年 | 1928年   | 1962年 | 戈教·洛绒绕吉登笔尼玛 |          |
| 第四世 | 1963年 | 1992年   | 在世   | 戈教·洛绒绕吉云登嘉措 |          |